# Listă de filme western din anii 2010
Aceasta este o listă de filme western din anii 2010.
| 2010                                             |                                       | |                    |                                     |                                                      |
| 6 Guns                                           | Shane Van Dyke                        | Greg Evigan, Barry Van Dyke, Shane Van Dyke, Sage Mears | 6 martie 2010      | Statele Unite ale Americii          |                                                      |
| Aballay                                          | Fernando Spiner                       | Pablo Cedrón, Nazareno Casero, Mariana Anghileri |                    | Argentina                           |                                                      |
| American Bandits: Frank and Jesse James          | Fred Olen Ray                         | Peter Fonda, Tim Abell, Jeffrey Combs |                    | Statele Unite ale Americii          | Outlaw Western                                       |
| Bass Reeves                                      | Brett William Mauser, James A. House  | James A. House, Wesley Blake |                    | Statele Unite ale Americii          | Biographical Western                                 |
| Big Money Rustlas                                | Paul Andresen                         | Violent J, Shaggy 2 Dope |                    | Statele Unite ale Americii          | Hybrid Western                                       |
| Bunraku                                          | Guy Moshe                             | Josh Hartnett, Demi Moore, Woody Harrelson, Ron Perlman, Kevin McKidd                                                                                             | 2010               | Statele Unite ale Americii          |                                                      |
| Chicogrande                                      | Felipe Cazals                         | Damiàn Alcazàr, Daniel Martinez | 28 mai 2010        | Mexic                               | Mexican Revolution                                   |
| Les Colts de l'Or Noir                           | Pierre Romanello                      | Fredéric Ferrer, Romain Bertrand |                    | Franța                              | Euro-Western                                         |
| Dead West                                        | Douglas Myers                         | Angélica Celaya, Clint James, J. Lyle Johnson |                    | Statele Unite ale Americii          | Horror Western                                       |
| A Foundling                                      | Carly Lyn                             | Cindy Chiu, Tim Chiou |                    | Statele Unite ale Americii          | Sci-Fi Western                                       |
| Gunless                                          | William Phillips                      | Paul Gross, Sienna Guillory, Dustin Milligan |                    | Canada                              |                                                      |
| Jonah Hex                                        | Jimmy Hayward                         | Josh Brolin, John Malkovich, Megan Fox | 18 iunie 2010      | Statele Unite ale Americii          | Supernatural Western                                 |
| The Last Rites of Ransom Pride                   | Tiller Russell                        | Dwight Yoakam, Jon Foster, Lizzy Caplan, Kris Kristofferson | 17 iunie 2010      | Statele Unite ale Americii          |                                                      |
| Let the Bullets Fly                              | Jiang Wen                             | Chow Yun-fat, Jiang Wen, Ge You | 16 decembrie 2010  | Republica Populară Chineză          | Hybrid Western                                       |
| The Line Shack                                   | John Adrian Riley                     | Jon Briddell, Steven K. Easterling, Jim Harworth |                    | Statele Unite ale Americii          |                                                      |
| Mad Mad Wagon Party                              | Dwight Brooks                         | George Kennedy, Cathy Rankin, Slade Hall | 17 august 2010     | Statele Unite ale Americii          | Comedy Western                                       |
| The Platinum Peacemaker                          | Bryant Hicks                          | Stephen Brodie, Cassie Shea Watson, Edward Fontaine | 17 decembrie 2010  | Statele Unite ale Americii          | Comedy Western                                       |
| Prospectors: All In                              | Paul Bonsignore                       | Nicholas Armogida, Don Baugh |                    | Statele Unite ale Americii          |                                                      |
| Red Hill                                         | Patrick Hughes                        | Ryan Kwanten, Steve Bisley, Tom E. Lewis | 14 februarie 2010  | Australia                           | Contemporary/Outback Western                         |
| The Righteous and the Wicked                     | Craig A. Butler                       | Craig Myers, Billy Garberina, Justin Tade |                    | Statele Unite ale Americii          | Western tradițional                                  |
| A River of Skulls                                | Suza Lambert Bowser                   | Trent Anderson, Aleph Ayin |                    | Statele Unite ale Americii          | Western tradițional                                  |
| Scape                                            | Taegen Carter                         | Ben Furmaniak, Ludwig Manukian |                    | Statele Unite ale Americii          | frontier Western                                     |
| Sheriff of Contention                            | Tom O'Mary                            | Angelo Ortega, Miguel Corona |                    | Statele Unite ale Americii          |                                                      |
| Single Action Colt                               | Scott Harpt                           | Barbra Halloy, Marc Brinck |                    | Statele Unite ale Americii          | Comedy Western                                       |
| Snowblind                                        | Kilian Manning                        | Robert Lyons, Mala Ghedia |                    | Germania                            | Post-Apocalyptic Sci-Fi Western                      |
| True Grit                                        | Joel Coen, Ethan Coen                 | Jeff Bridges, Matt Damon, Josh Brolin, Hailee Steinfeld, Barry Pepper                                                                                             | 25 decembrie 2010  | Statele Unite ale Americii          | Western tradițional                                  |
| The Warrior's Way                                | Sngmoo Lee                            | Kate Bosworth, Danny Huston, Geoffrey Rush, Jang Dong-gun | 3 decembrie 2010   | Noua Zeelandă                       |                                                      |
| Yahși Batı                                       | Ömer Faruk Sorak                      | Cem Yılmaz, Ozan Guven | 1 ianuarie 2010    | Turcia                              | Comedy Western                                       |
| 2011                                             |                                       | |                    |                                     |                                                      |
| Billy the Kid & The Lincoln County War           | Andrew A. Wilkinson                   | Shayne Armstrong, David Austin | 1 decembrie 2011   | Statele Unite ale Americii          | Outlaw Western                                       |
| Black Hat                                        | Sean Tracy                            | Shak Brenner, Edward Sheldon | 30 iunie 2011      | Statele Unite ale Americii          |                                                      |
| Blackthorn                                       | Mateo Gil                             | Sam Shepard, Eduardo Noriega, Stephen Rea | 7 octombrie 2011   | Spania                              | Revisionist Western                                  |
| A Cold Day in Hell                               | Christopher Forbes                    | Karyn Belenke, Roman Bumgarnder, Kathryn Campbell |                    | Statele Unite ale Americii          | Western tradițional                                  |
| Cowboys & Aliens                                 | Jon Favreau                           | Daniel Craig, Harrison Ford, Sam Rockwell, Olivia Wilde, Noah Ringer, Clancy Brown, Wes Studi                                                                     | 29 iulie 2011      | Statele Unite ale Americii          | Science Fiction Western                              |
| Cowboys & Indians                                | Aaron Burk, Tyler Burk                | Alvin Cowan, Steve Guilmette |                    | Statele Unite ale Americii          |                                                      |
| The Dead and the Damned                          | Rene Perez                            | David A. Lockhart, Camille Montgomery, Rick Mora | 26 iulie 2011      | Statele Unite ale Americii          | Horror Western                                       |
| A Fistful of Diamonds                            | David Keeling                         | John Boylan, John Carey |                    | Republica Irlanda                   | contemporary Western                                 |
| Forajidos de la Patagonia                        | Damiàn Leibovich                      | Juan Manuel Rodil, Carla Pandolfi |                    | Argentina                           | Comedy Western                                       |
| Forgiven                                         | Alan Autry                            | Ray Appleton, Mary Ann Conner | 22 martie 2011     | Statele Unite ale Americii          | Western tradițional                                  |
| For Robbing the Dead                             | Thomas Russell                        | Barry Corbin, John Gries, Edward Herrmann |                    | Statele Unite ale Americii          | Western tradițional                                  |
| The Gundown                                      | Dustin Rikert                         | Peter Coyote, Veronica Diaz, Sheree J. Wilson | 13 septembrie 2011 | Statele Unite ale Americii          | Western tradițional                                  |
| Hell at My Heels                                 | Brett Kelly                           | Ian Quick, Frank Rothery |                    | Statele Unite ale Americii          | Western tradițional                                  |
| The Last Christeros                              | Matias Meyer                          | |                    | ,                                   | Mexican Western                                      |
| The Legend of Hell's Gates                       | Tanner Beard                          | Eric Balfour, Lou Taylor Pucci, Henry Thomas |                    | Statele Unite ale Americii          | Outlaw Western                                       |
| Livin' by the Gun                                | James Miller                          | Jeffery Babineau, Pat McIntire |                    | Statele Unite ale Americii          |                                                      |
| Lone Tree Bench                                  | Tolan Harber                          | Lily Gladstone, Robert Keli |                    | Statele Unite ale Americii          |                                                      |
| Mattie                                           | Michael Dohrmann                      | Kaylee DeFer, Rick Maddox |                    | Statele Unite ale Americii          | Western drama                                        |
| Meek's Cutoff                                    | Kelly Reichardt                       | Michelle Williams, Bruce Greenwood, Zoe Kazan, Paul Dano, Shirley Henderson, Will Patton                                                                          | 8 aprilie 2011     | Statele Unite ale Americii          | Western tradițional                                  |
| The Mountie                                      | Wyeth Clarkson                        | Andrew W. Walker, Jessica Paré, Earl Pastko | 1 iulie 2011       | Canada                              | Northern Western                                     |
| Netherwood                                       | Cristobal Araus Lobo                  | Owen Black, Will Hall |                    | Noua Zeelandă                       |                                                      |
| The Price                                        | Zeke Pinheiro, James St. Vincent      | Carlos Gallardo, Solomon Trimble |                    | Statele Unite ale Americii          | Post-Modern Western                                  |
| Rango                                            | Gore Verbinski                        | Johnny Depp, Isla Fisher, Abigail Breslin, Alfred Molina, Bill Nighy, Harry Dean Stanton, Ray Winstone, Timothy Olyphant                                          | 4 martie 2011      | Statele Unite ale Americii          | Animated Comedy Western                              |
| Redemption                                       | Joseph P. Stachura                    | Derek Burke, July Smith |                    | Statele Unite ale Americii          | Civil War Western                                    |
| Rìo de Oro                                       | Pablo Aldrete                         | Gonzalo Lebrija, Stephanie Sigman | 18 noiembrie 2011  | ,                                   | traditional Western                                  |
| Sal                                              | Diego Rougier                         | Fele Martìnez, Gonzalo Valenzuela, Javiera Contador |                    | ,                                   | contemporary Western                                 |
| Say It with Bullets                              | D. W. Phillips                        | Larry Clabby, Darrin Fleming |                    | Statele Unite ale Americii          |                                                      |
| The Scarlet Worm                                 | Michael Fredianelli                   | Aaron Stielstra, Dan van Husen, Brett Halsey | 27 august 2011     | Statele Unite ale Americii          |                                                      |
| Western Confidential                             | David Lawrence                        | Shauna Baker, Julian Black Antelope, Jonathan Brewer | 15 octombrie 2011  | Canada                              | Comedy Western                                       |
| Yellow Rock                                      | Nick Vallelonga                       | Michael Biehn, James Russo, Lenore Andriel |                    | Statele Unite ale Americii          |                                                      |
| 2012                                             |                                       | |                    |                                     |                                                      |
| Dawn Rider                                       | Terry Miles                           | Donald Sutherland, Christian Slater, Jill Hennessy | 7 august 2012      | Statele Unite ale Americii          | Western tradițional                                  |
| Django Unchained                                 | Quentin Tarantino                     | Jamie Foxx, Leonardo DiCaprio, Christoph Waltz | 25 decembrie 2012  | Statele Unite ale Americii          | Spaghetti-style Western set in the Southern frontier |
| Dream Wagon                                      | Asad Farr                             | Robert Miano, Gary Wasniewski |                    | Statele Unite ale Americii          | Western tradițional                                  |
| Estrada de Palha                                 | Rodrigo Areias                        | Vítor Correia, Nuno Melo |                    | Portugalia                          | Euro-Western                                         |
| For Greater Glory                                | Dean Wright                           | Eva Longoria, Oscar Isaac, Andy Garcia |                    | Mexic                               | Mexican Western                                      |
| Gang of Roses 2: Next Generation                 | Jean-Claude LaMarre                   | Charli Baltimore, Gabriel Casseus |                    | Statele Unite ale Americii          | Outlaw Western                                       |
| Good for Nothing                                 | Mike wallis                           | Cohen Holloway, Inge Rademeyers | 3 mai 2012         | Noua Zeelandă                       | Romance Western                                      |
| Heathen and Thieves                              | Megan Peterson, John Douglas Sinclair | Andrew Simpson, Gwendoline Yeo, Don Swayze |                    | Statele Unite ale Americii          | Western tradițional                                  |
| Wyatt Earp's Revenge                             | Michael Feifer                        | Val Kilmer, Shawn Roberts, Daniel Booko | 6 martie 2012      | Statele Unite ale Americii          | Western tradițional                                  |
| 2013                                             |                                       | |                    |                                     |                                                      |
| Alien Showdown: The Day the Old West Stood Still | Rene Perez                            | Robert Amstler, Nadia Lanfranconi, John J. Welsh | 1 aprilie 2013     | Statele Unite ale Americii          | sci-fi Western                                       |
| Billy the Kid                                    | Christopher Forbes                    | Christopher Bowman, Kimberley Campbell, Taylor Grace-Davis | 27 august 2013     | Statele Unite ale Americii          | outlaw Western                                       |
| Dead in Tombstone                                | Roel Reiné                            | Danny Trejo, Mickey Rourke, Anthony Michael Hall | 1 septembrie 2013  | Statele Unite ale Americii          | fantasy Western                                      |
| A Night in Old Mexico                            | Emilio Aragón                         | Robert Duvall, Jeremy Irvine, Angie Cepeda |                    | Statele Unite ale Americii · Spania | contemporany Western                                 |
| Dream Wagon                                      | Asad Farr                             | Robert Miano, Gary Wasniewski |                    | Statele Unite ale Americii          | comedy Western                                       |
| Forajidos de la Patagonia                        | Damiàn Leibovich                      | Juan Manuel Rodil, Carla Pandolfi |                    | Argentina                           | comedy Western                                       |
| Gold                                             | Thomas Arslan                         | Nina Hoss, Uwe Bohm, Marko Mandic | 9 februarie 2013   | ,                                   | gold rush Western                                    |
| Goodnight for Justice: Queen of Hearts           | Martin Wood                           | Luke Perry, Katharine Isabelle, Ricky Schroder | 26 ianuarie 2013   | Statele Unite ale Americii          | B Western                                            |
| The Lone Ranger                                  | Gore Verbinski                        | Armie Hammer, Johnny Depp, William Fichtner, Tom Wilkinson, Barry Pepper, Helena Bonham Carter                                                                    | 3 iulie 2013       | Statele Unite ale Americii          | action/adventure Western                             |
| The Merchant                                     | Justin Mosley, Allen Reed             | Mathew Greer, David K. Shelton, Kari J. Kramer | 3 martie 2013      | ,                                   | fantasy/horror Western                               |
| Parallax                                         | Meredith Mantik                       | Elgin Cahill, Jeff Bosley, Sam Steveson | 1 decembrie 2013   | Statele Unite ale Americii          | contemporary Western                                 |
| The Retrieval                                    | Chris Eska                            | Ashton Sanders, Tishuan Scott, Keston John | 5 aprilie 2013     | Statele Unite ale Americii          | Western drama                                        |
| Revelation Trail                                 | John P. Gibson                        | Daniel Van Thomas, Daniel Britt, Jordan Elizabeth | 12 aprilie 2013    | Statele Unite ale Americii          | horror Western                                       |
| Shadow on the Mesa                               | David S. Cass, Sr.                    | Wes Brown, Kevin Sorbo, Gail O'Grady | 3 iulie 2013       | Statele Unite ale Americii          | B Western                                            |
| A Sierra Nevada Gunfight                         | Vernon E. Mortensen                   | Kirk Harris, Michael Madsen, John Savage |                    | Statele Unite ale Americii          | traditional Western                                  |
| Sweet Vengeance                                  | Logan Miller                          | Ed Harris, January Jones, Jason Isaacs, Eduardo Noriega | 24 ianuarie 2013   | Statele Unite ale Americii          |                                                      |
| 2 Pengo 2 Rengo                                  | Mano Anandason                        | Yvo René Scharf, Martin Thon |                    | Germania                            | Euro-Western                                         |
| 2014                                             |                                       | |                    |                                     |                                                      |
| The Dark Valley                                  | Andreas Prochaska                     | Sam Riley, Tobias Moretti, Helmuth Häusler | 10 februarie 2014  | ,                                   | Euro-Western                                         |
| Darkness on the Edge of Town                     | Patrick Ryan                          | Brian Gleeson, Emma Eliza Regan, Emma Willis | 9 iulie 2014       | Republica Irlanda                   | contemporary Western                                 |
| Frontera                                         | Michael Berry                         | Ed Harris, Eva Longoria, Michael Peña, Amy Madigan | 31 iulie 2014      | Statele Unite ale Americii          | modern-day Western                                   |
| The Homesman                                     | Tommy Lee Jones                       | Tommy Lee Jones, Hilary Swank, Hailee Steinfeld | 18 mai 2014        | Statele Unite ale Americii          | traditional Western                                  |
| A Million Ways to Die in the West                | Seth MacFarlane                       | Seth MacFarlane, Amanda Seyfried, Charlize Theron, Liam Neeson, Giovanni Ribisi, Sarah Silverman, Neil Patrick Harris                                             | 30 mai 2014        | Statele Unite ale Americii          | comedy Western                                       |
| Palominas                                        | Thadd Turner                          | Buck Taylor, Daryl Hannah, Wes Studi, Ryan Merriman, Michael Parks, Trace Adkins                                                                                  | 8 martie 2014      | Statele Unite ale Americii          | traditional Western                                  |
| The Salvation                                    | Kristian Levring                      | Mads Mikkelsen, Eva Green, Jeffrey Dean Morgan, Michael Raymond-James, Jonathan Pryce                                                                             | 22 mai 2014        | Danemarca                           | Euro-Western                                         |
| To the Hilt                                      | Darko Mitrevski                       | Inti Sraj, Sashko Kocev, Martin Jordanoski, Toni Mihajlovski | 14 septembrie 2014 | Macedonia de Nord                   | Euro-Western                                         |
| 2015                                             |                                       | |                    |                                     |                                                      |
| Bone Tomahawk                                    | S. Craig Zahler                       | Patrick Wilson, Kurt Russell, Jennifer Carpenter, Peter Sarsgaard                                                                                                 | 2015               | Statele Unite ale Americii          | horror Western                                       |
| Brimstone                                        | Martin Koolhoven                      | Carice van Houten, Robert Pattinson, Mia Wasikowska | 2015               | Țările de Jos                       | Mystery-Thriller Western                             |
| By Way of Helena                                 | Kieran Darcy-Smith                    | Liam Hemsworth, Woody Harrelson | 2015               | Statele Unite ale Americii          | traditional Western                                  |
| The Cold Descent                                 | Michael Steves                        | Lance Henriksen, Myko Olivier, Tony Todd | 2015               | Statele Unite ale Americii          | Supernatural Western                                 |
| Diablo                                           | Lawrence Roeck                        | Scott Eastwood, Walton Goggins, Camilla Belle | 2015               | Canada                              | revenge Western                                      |
| Echoes of War                                    | Kane Senes                            | James Badge Dale, Ethan Embry, William Forsythe | 15 aprilie 2015    | Statele Unite ale Americii          | Ranchers-vs-settlers Western                         |
| Forsaken                                         | Jon Cassar                            | Kiefer Sutherland, Donald Sutherland, Demi Moore | 2015               | Statele Unite ale Americii          | Western                                              |
| The Hateful Eight                                | Quentin Tarantino                     | Kurt Russell, Channing Tatum, Tim Roth, Michael Madsen, Samuel L. Jackson, Bruce Dern, Demián Bichir, Walton Goggins, Jennifer Jason Leigh, Zoë Bell, James Parks | Dec 25, 2015       | Statele Unite ale Americii          | Spaghetti-style action Western                       |
| In a Valley of Violence                          | Ti West                               | John Travolta, Ethan Hawke, Taissa Farmiga | 2015               | Statele Unite ale Americii          | traditional Western                                  |
| The Keeping Room                                 | Daniel Barber                         | Brit Marling, Hailee Steinfeld, Sam Worthington | September, 2015    | Statele Unite ale Americii          | traditional Western                                  |
| A Magnificent Death from a Shattered Hand        | Thomas Jane                           | Thomas Jane, Nick Nolte, Jeremy Irons | 2015               | Statele Unite ale Americii          | traditional Western                                  |
| The Revenant                                     | Alejandro González Iñárritu           | Leonardo DiCaprio, Tom Hardy, Will Poulter, Domhnall Gleeson | 25 decembrie 2015  | Statele Unite ale Americii          | traditional Western                                  |
| Slow West                                        | John Maclean                          | Michael Fassbender, Kodi Smit-McPhee, Ben Mendelsohn | 2015               | Statele Unite ale Americii          | action Western                                       |
| 2016                                             |                                       | |                    |                                     |                                                      |
| The Free State of Jones                          | Gary Ross                             | Matthew McConaughey, Gugu Mbatha-Raw, Keri Russell | 11 martie 2016     | Statele Unite ale Americii          | Civil War Western                                    |
| Jane Got a Gun                                   | Gavin O'Connor                        | Natalie Portman, Joel Edgerton, Ewan McGregor, Rodrigo Santoro, Noah Emmerich                                                                                     | September, 2015    | Statele Unite ale Americii          | traditional Western                                  |